# Pont de la Barqueta
Le pont de la Barqueta est un pont de Séville (Andalousie, Espagne). Il est également appelé pont Mapfre, du nom de l'entreprise l'ayant financé, pont de l'Expo ou pont de l'Europe[réf. nécessaire].

## Situation
En partant du nord de la ville, il est le troisième pont à enjamber la darse du Guadalquivir qui traverse Séville du nord au sud. Il permet de relier, sur la rive gauche, le district de la Macarena et le quartier de San Lorenzo et, sur la rive droite, l'Île de la Cartuja, où se trouvent notamment le parc thématique Isla Mágica et les vestiges de l'Exposition universelle de 1992.

## Design
De style bow-string, ce pont en acier de 214 m de long possède un arc central, mesurant 168 m (et dont la génératrice a un rayon de 120 m), formant une fourche à chacune de ses extrémités. De chaque côté, les montants inclinés formant les fourches reposent directement sur les piles du pont. Ces dernières forment entre elles un rectangle de 168 m sur 30 m ; elles sont reliées par deux poutres transversales qui maintiennent les bases d'appui et assurent l'appui des extrémités du tablier. Le tablier, de 21,4 m de large, est composé d'un caisson et d'une dalle orthotrope. Il porte une double voie et des trottoirs. Alors que le pont est entièrement blanc, les haubans sont rouges.

## Construction
Il a été réalisé entre 1988 et 1989 dans le cadre de l'Exposition universelle de 1992, par Juan José Arenas et Marcos J. Pantaleón, de l'étude d'architectes Arenas Design. Sa construction a été assurée par les entreprises Auxini et Ensidesa. Entièrement construit sur une berge du fleuve, il a ensuite été tourné en bateau de l'autre côté et fixé dans sa situation définitive le 31 mai 1989. Pont piéton pendant l'Expo et jusqu'en 1993, il a ensuite été ouvert au trafic routier.

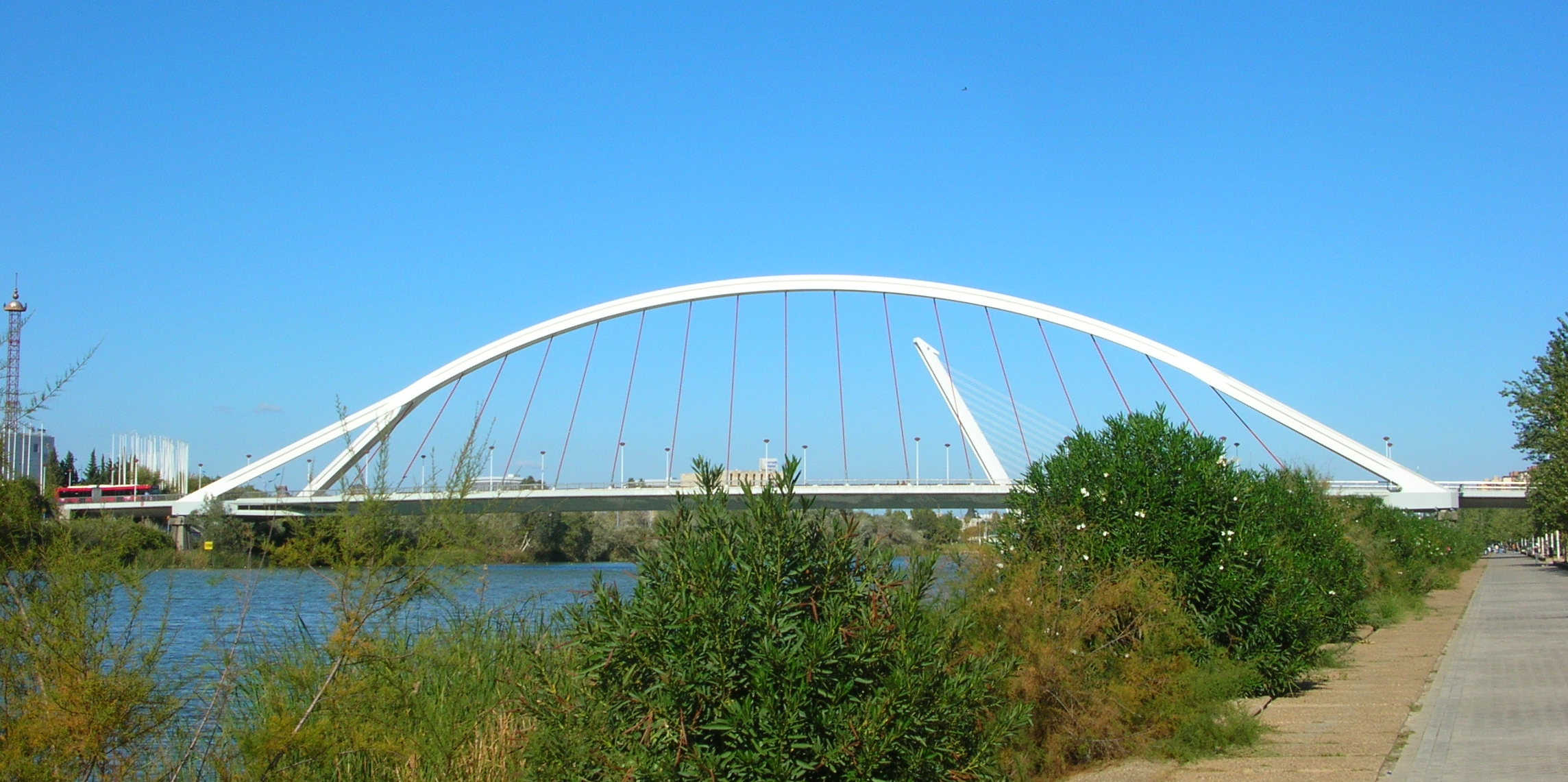
Le pont de la Barqueta. On aperçoit également le pylône du pont de l'Alamillo
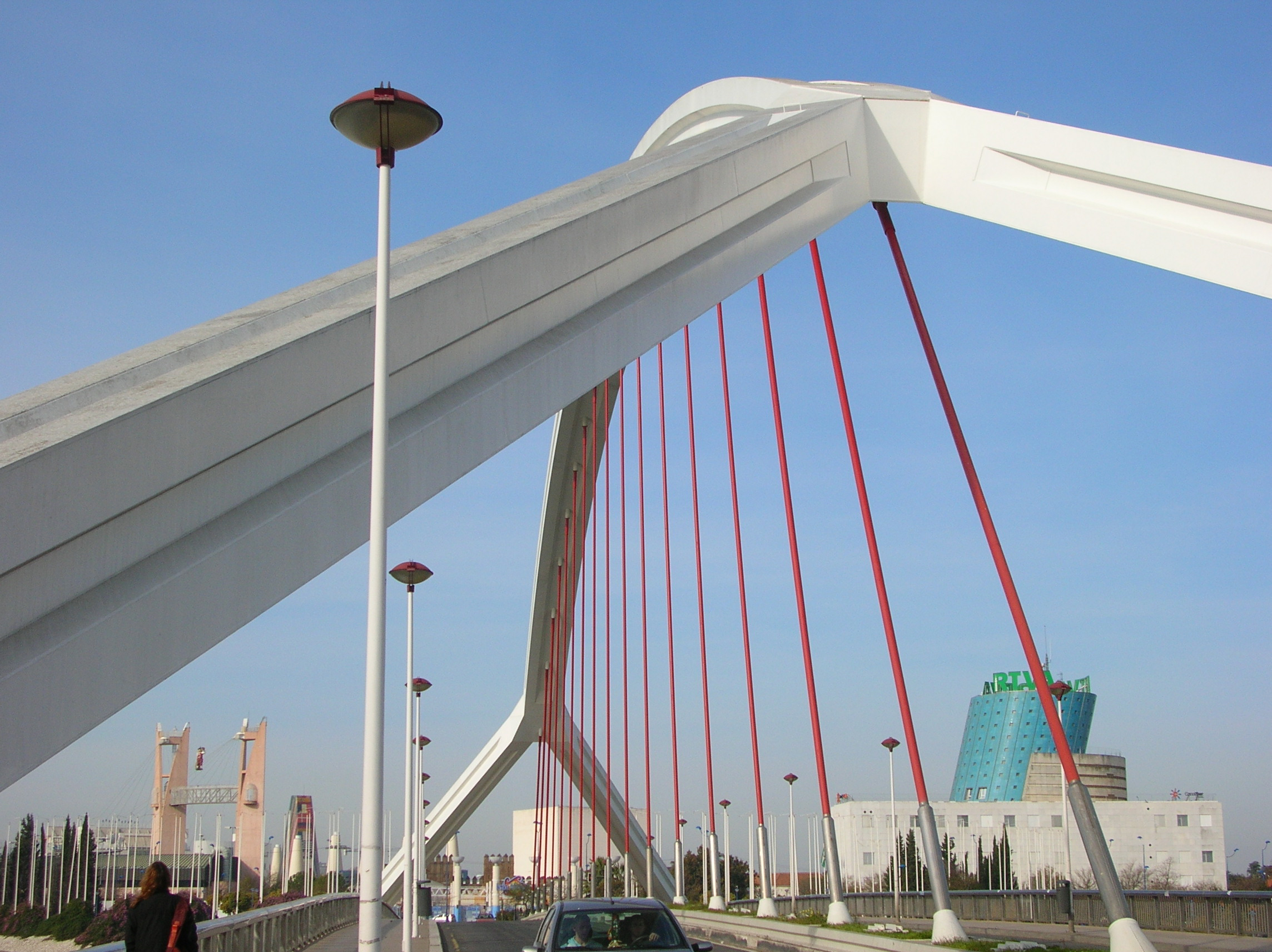
Le pont de la Barqueta avec, dans le fond, l'Île de la Cartuja